# باقرکوی—اینچیرلی (متروی استانبول)
باقرکوی—اینچیرلی (انگلیسی: Bakırköy—İncirli) یکی از ایستگاه‌های شاخه ای خط ام۱ متروی استانبول است.
این ایستگاه که در منطقه باقرکوی قرار دارد در سال ۱۹۹۴ تاسیس شده‌است.